# Marcus Iunius Silanus (consul en 19)
Pour les articles homonymes, voir Junius Silanus.
Marcus Junius Silanus Torquatus, fils de Marcus, consul sous Tibère l'an 19, proconsul d'Afrique sous Caligula, fut forcé par celui-ci dont il était le beau-père, de se couper la gorge.
Un des orateurs les plus éloquents et les plus écoutés du Sénat, où il avait joué un certain rôle sous Tibère, il était un jurisconsulte savant et intègre, très respecté pour la noblesse de son caractère. Les consuls, pour lui témoigner l'estime dont il jouissait au Sénat, commençaient le vote par lui, et l'empereur Tibère n'admettait pas qu'on revienne sur ses décisions, et redirigeait vers lui les mécontents.